# Neomyia rossleechi
Neomyia rossleechi är en tvåvingeart som först beskrevs av Zielke 1974.  Neomyia rossleechi ingår i släktet Neomyia och familjen husflugor.
Artens utbredningsområde är Kongo. Inga underarter finns listade i Catalogue of Life.